# Воздушное отопление
Воздушное отопление — одна из разновидностей систем отопления зданий. В отличие от водяного или парового отопления, теплоносителем является горячий воздух.

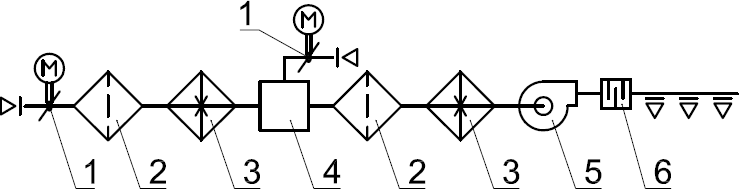
Схема системы воздушного отопления: 1 — клапан, 2 — фильтр, 3 — подогреватель, 4 — камера смешения, 5 — вентилятор, 6 — глушитель шума

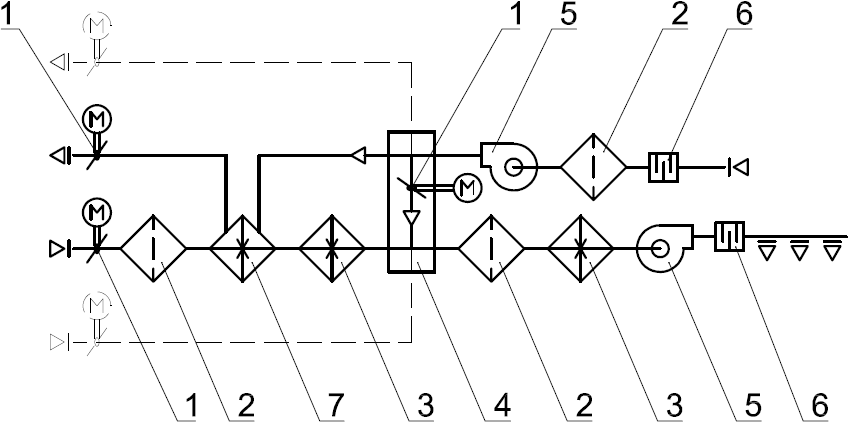
Схема системы воздушного отопления, совмещенной с приточно-вытяжной вентиляцией, для зимнего режима. 7 — рекуперативный теплообменник

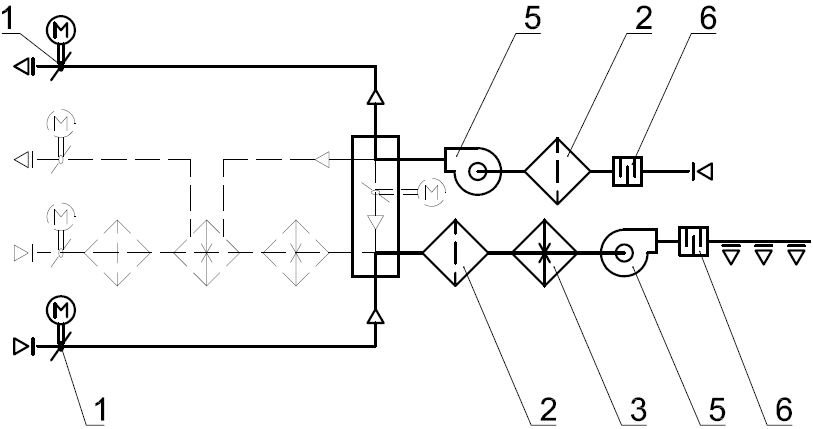
Схема приточно-вытяжной вентиляции, совмещенной с системой воздушного отопления, для летнего режима

## История создания

### Древний Рим

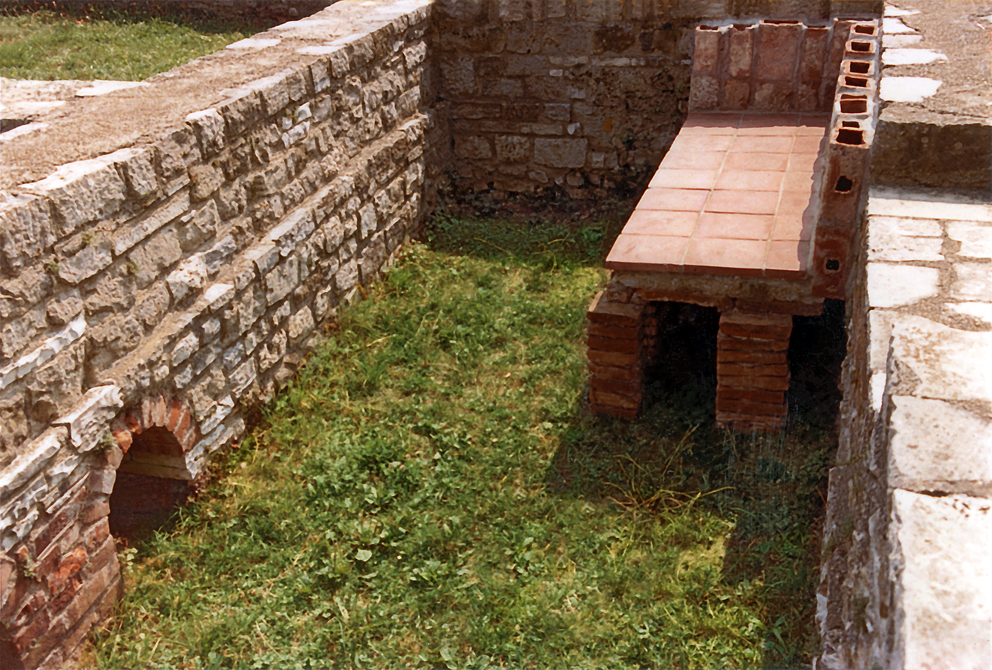
Hypocaustum

Римские архитекторы разработали эффективную систему центрального отопления с подогревом пола и стен (лат. hypocaustum, «снизу согретый»), описание принципов работы которой дошли до нас в работе «Десять книг об архитектуре» римского архитектора I века до н. э. Марка Витрувия Поллион. В термах с помощью печи (лат. praefurnium) нагревались вода и наружный воздух, которые затем циркулировали в каналах под полом и в полостях стен. При этом использовались двойные покрытия, чтобы пол не был очень горячим. Верхнее покрытие состояло из больших кирпичей, слоя битой глины и основного покрытия. Все это держалось на небольших кирпичных опорах (лат. pilae), которые сразу размещали в шахматном порядке. В стены были встроены прямоугольные кирпичи, внутри полые (лат. tubuli), которые крепились металлическими скобами. Внутри стены терм были украшены мрамором или оштукатурены.

### Европа
В Воуллериме (Швеция) были найдены остатки примитивной системы обогрева пола (IV тысячелетие до н. э.), в которой теплый воздух поднимался по каналам к поверхности земли туда, где спали люди. Подобные прообразы печей были найдены и в поселке Аркаим (III—II тысячелетие до н. э.).
Воздушное отопление использовалось в средневековых замках Германии, теплый воздух поступал из щелей в полу.
Так, например, в 1997 году при археологических раскопках замка Ингельхаймер-Кайзерпфальц (de:Ingelheimer Kaiserpfalz) (город Ингельхайм-на-Рейне) была обнаружена система отопления горячим воздухом, датированная XII—XIII веком.
В середине XVIII века шведский изобретатель Кристофер Польгем сделал чертёж отопительной системы с воздушными каналами, расположенными под полом.

### Россия
Системы воздушного отопления стали одними из первых систем центрального отопления на территории России.
Впервые воздушное отопление было использовано в 1487—1491 годах для обогрева Грановитой палаты Московского Кремля, после чего она получила широкое распространение в Европе и стала известна здесь как «русская система».
Начиная с XVIII века воздушное отопление вытесняется системами водяного и парового отопления. Первые примеры применения водяного пара для обогрева помещений в России приводятся в книге Николая Львова «Русская пиростатика», вышедшей в 1799 году.

## Современное воздушное отопление
В настоящее время воздушное отопление с успехом применяется для обогрева промышленных, торговых и складских помещений различного объема, а также индивидуальных жилых домов, коттеджей и других строений. Принцип работы системы воздушного отопления основан на принудительном обдуве нагретой поверхности (теплообменника) и непосредственной подаче подогретого воздуха в контролируемую зону. Источником тепла для нагрева может служить электроэнергия (ТЭН), горячая вода или газ (природный или сжиженный). Основным достоинством при этом является непосредственное управление температурой самого контролируемого параметра, то есть воздуха, и оперативное воздействие на него с целью поддержания заданного значения. Наибольший экономический эффект позволяет получить газовое оборудование, в котором воздух нагревается от горячей поверхности теплообменника при сгорании газа. Это исключает промежуточное звено для передачи тепла в виде горячей воды и все возможные проблемы, связанные с эксплуатацией системы водяного отопления — так как в данном случае система полностью защищена от протечек, разморозки, коррозии.
Оборудование для воздушного отопления может быть двух типов — канальное и локальное. Локальное оборудование устанавливается непосредственно в отапливаемой зоне (локальные воздухонагреватели). Канальное оборудование передаёт тепло в контролируемую зону через воздухораспределительную систему, собранную из воздуховодов. В совокупности это представляет собой централизованную систему для обработки воздуха. Она может обрабатывать полностью рециркуляционный воздух, подавая и забирая его из помещений для доведения до нужной температуры, смешанный — частично подмешивая воздух с улицы к рециркуляционному, или полностью уличный воздух. Центральная система воздушного отопления может подразделяться на зоны., то есть группы помещений или отдельные помещения с индивидуальным контролем температурного режима. В каждой такой зоне устанавливается свой датчик температуры или отдельный блок управления с датчиком температуры для анализа текущего значения и подачи соответствующей команды основному оборудованию и исполнительным устройствам, распределяющим воздушные потоки. Непосредственное управление контролируемым параметром, то есть температурой воздуха, позволяет затрачивать на отопление только такое количество энергоносителя, которое необходимо в данный момент времени.